# Денієл Дей-Льюїс

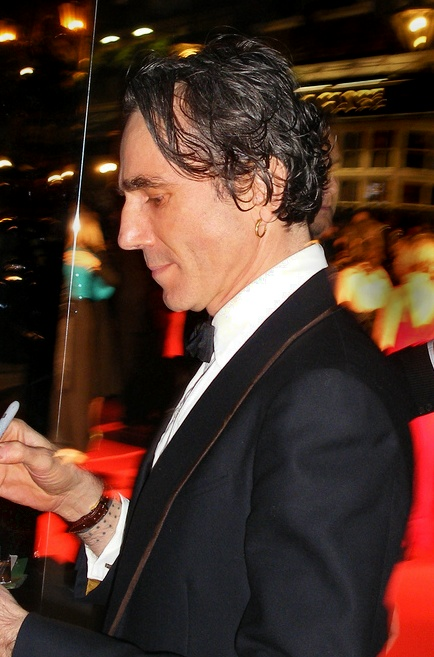
У 2008 році

Сер Де́нієл Ма́йкл Бле́йк Дей-Лью́їс (англ. Daniel Michael Blake Day-Lewis, нар. 29 квітня 1957, Лондон, Велика Британія) — англійський актор, що має ірландське і британське громадянство. Тричі лауреат премії «Оскар» за найкращу чоловічу роль.

## Ранні роки
Денієл Дей-Льюїс народився в Лондоні в сім'ї з англо-єврейським коріннями, чиї предки походили по батьківській лінії з Ірландії та Англії, а у матері з Польщі та Литви. Дей-Льюїс належав до еліти англійського суспільства: батько — національний поет-лауреат Сесіл Дей-Льюїс, мати — актриса Джіл Белкон, дочка керівника найстарішої кіностудії у світі кінопродюсера Майкла Белкона. Заразом, уже в 13 років майбутнього актора виключили з школи. Він рано зрозумів, у чому полягає його покликання, і вступив до лав Королівської шекспірівської трупи. Якщо не брати до уваги епізодичну появу в фільмі «Неділя, проклята неділя», кінодебют Дей-Льюїса відбувся в 1982 році в оскароносній стрічці «Ґанді».
Чотири роки по тому всі критики заговорили про Дей-Льюїса як про відкриття року і найбільш багатонадійного актора свого покоління: в один день відбулася прем'єра двох фільмів з його участю. В історичному фільмі «Кімната з видом» він зіграв манірного аристократа едвардіанської епохи, а у «Моїй прекрасній пральні» його пряму протилежність — вуличного хулігана-гея.

## Слава
У світлі захоплених відгуків практично всіх глядачів Дей-Льюїсу вперше довірили виконання головної ролі — в екранізації роману Мілана Кундери «Нестерпна легкість буття» (1988). Проте справжнім тріумфом актора стала наступна стрічка, «Моя ліва нога» (1989), в якій він зіграв хворого на церебральний параліч. Його гра була удостоєна найвищих почестей — британської премії (BAFTA) та американської премії («Оскар»).
Після трирічної перерви Дей-Льюїс істотно наростив масу своїх м'язів і повернувся на кіноекрани у найнесподіванішій ролі головного героя «Останнього з могікан». Він був знову номінований на основні кінонагороди за роль підозрюваного в тероризмі в драматичній стрічці «В ім'я батька». У 1993 зіграв з Мішель Пфайфер і Вайноною Райдер в кіноверсії роману «Епоха невинності» (режисер — Мартін Скорсезе).

## Кінець 1990-х—початок 2000-х
Під кінець 1990-х Дей-Льюїс оголосив про те, що втомився від кіно, і оселився в Італії, де за чутками підробляв шевцем. Стверджують, що Скорсезе, Леонардо Ді Капріо і продюсеру Харві Вейнстайну коштувало чималих зусиль переконати його змінити своє рішення і узяти участь у зніманнях нового фільму Скорсезе — «Банди Нью-Йорка». Хоча і за цю роботу актор був висунутий на здобуття «Оскара», Дей-Льюїс запевняв, що не планує більше зніматися в кіно.

## Другий і третій «Оскари»
У 2007 вийшов фільм «Нафта» режисера Пола Томаса Андерсона з Денієлом у головній ролі, він зіграв жадібного нафтовика Денієла Плейнвью. 24 лютого 2008 за цю роль Дей-Льюїс отримав свій другий «Оскар» як найкращий актор. Дей-Льюїс є єдиним актором, що отримував «Оскар» у цій номінації у двох різних століттях. 2012-го Дей-Льюїс став першим триразовим володарем «Оскара», якого він отримав як найкращий актор за роль президента Лінкольна в однойменному фільмі Стівена Спілберга.

## «Примарна нитка» та 8-річна перерва
У 2017 році повернувся до співробітництва з Полом Томасом Андерсоном, зігравши головну роль англійського кутюр'є Рейнолдса Вудкока в драмі «Примарна нитка». Після завершення знімального процесу вчергове заявив про закінчення кінокар'єри.
У жовтні 2024 року було анонсовано повернення Дей-Льюїса у кіно. Він отримав роль у драмі «Анемона», режисером якої виступив його син Ронан Дей-Льюїс. Денієл Дей-Льюїс зіграв головну роль, а також, разом зі своїм сином, виступив сценаристом фільму.

## Особисте життя
Шість років був у стосунках з французькою актрисою Ізабель Аджані. Їхній син Габрієль-Кейн Дей-Льюїс народився в 1995 році в Нью-Йорку, через кілька місяців після того, як їхні відносини закінчилися.
У 1996 році під час роботи над фільмом «Випробування» за п'єсою Артура Міллера, познайомився з дочкою драматурга, актрисою і кінорежисеркою Ребекою Міллер і в тому ж році вони одружилися. У цьому шлюбі в Денієла народилися два сини: в 1998 Ронан Кол Дей-Льюїс і в 2002 Кешел Блейк Дей-Льюїс.
Має подвійне громадянство — англійське та ірландське. Мешкає у власних домах в Нью-Йорку та у графстві Вікло в Ірландії, але найбільше полюбляє жити в Лондоні.

## Фільмографія
- 2025 — Анемона / Anemone
- 2017 — Примарна нитка / Phantom Thread, Рейнолдс Вудкок
- 2012 — Лінкольн / Lincoln, Авраам Лінкольн
- 2009 — Дев'ять /Nine, Гвідо Контіні
- 2007 — Нафта /There Will Be Blood, Денієл Плейнв'ю
- 2005 — Балада про Джека і Роуз /Ballad of Jack and Rose, The, Jack Slavin
- 2002 — Банди Нью-Йорка /Gangs of New York, Bill 'The Butcher' Cutting
- 1997 — Боксер /Boxer, The, Danny Flynn
- 1996 — Суворе випробування /Crucible, The, John Proctor
- 1993 — В ім'я батька /In the Name of the Father, Gerry Conlon
- 1993 — Епоха невинності /Age of Innocence, The, Newland Archer
- 1992 — Останній з могікан /Last of the Mohicans, The, Hawkeye
- 1989 — Моя ліва нога /My Left Foot: The Story of Christy Brown, Christy Brown
- 1989 — Сліпуча посмішка Нью-Джерсі /Eversmile, New Jersey, Dr. Fergus O'Connell
- 1988 — Нестерпна легкість буття / The Unbearable Lightness Of Being, Tomas
- 1985 — Кімната з видом /A Room with a View, In England, Cecil Vyse
- 1985 — Моя прекрасна пральня /My Beautiful Laundrette, Johnny
- 1984 — Баунті /Bounty, The, John Fryer
- 1982 — Ганді /Gandhi, Colin, South African street tough
- 1971 — Неділя, проклята неділя /Sunday Bloody Sunday, Child Vandal, в титрах не вказаний

## Нагороди
- «Оскар» (1990, 2008, 2013)
- «Золотий глобус» (2008)
- BAFTA (1990, 2003, 2008)

### Номінації на «Оскар»
- 1994 — «В ім'я батька»
- 2003 — «Банди Нью-Йорка»
- 2018 — «Примарна нитка»

### Перемоги
- 1990 — «Моя ліва нога»
- 2008 — «Нафта»
- 2012 — «Лінкольн»